# Cour d'assises (roman de Simenon)
Cour d'assises est un roman policier de Georges Simenon, écrit à Isola dei Pescatori, en Italie, en août 1937, et paru en 1941 aux Éditions Gallimard. 

## Résumé
Depuis qu'il a lâché son métier de menuisier, Petit Louis fait le crâneur sur la Côte d'Azur. S'il joue au gangster, il vise moins en fait à s'introduire dans le milieu qu'à décrocher une bonne planque. Il s'installe à Nice avec une vieille cocotte dotée d'une jolie fortune, Constance Ropiquet, qui se fait appeler comtesse d'Orval. Peu de temps après, il héberge Lulu, qu'il fait passer pour sa sœur ; c'est une fille dont le protecteur est à ce moment sous les verrous.  
Le ménage à trois file un parfait bonheur jusqu'au jour où le dénommé Gène sort de prison. Petit Louis s'enfuit pour un temps à Cannes afin d'éviter les représailles du souteneur, mais lorsqu'il revient chez Constance, il trouve celle-ci assassinée. Il n'est pas douteux que le coupable est Gène.  
Pris de panique, Petit Louis fait disparaître le cadavre et les traces du meurtre. Pourquoi ne pas profiter un peu de l'occasion ? En subtilisant les biens de Constance, Petit Louis mène dès lors grand train sur la côte comme si c'était lui, en somme, qui avait fait le coup. Bientôt cependant la police le repère et il est écroué. Commence alors pour lui un long procès qui n'est qu'une parodie de justice : tous les témoignages l'accusent, toutes ses actions se retournent contre lui. Il sera condamné à vingt ans de bagne pour un crime qu'il n'a pas commis. 

## Aspects particuliers du roman
Récit en deux parties : aux fanfaronnades d’un voyou sans envergure succède le récit d’un procès d’assises qui transfigure sur le mode tragique le destin d’un vaurien innocent, prisonnier des apparences qu’il a lui-même suscitées. 

## Cadre spatio-temporel
- Le Lavandou, Nice, Menton, Cannes, Porquerolles.
- Époque contemporaine.

## Les personnages
- Louis Bert, surnommé Petit Louis. Ancien ouvrier en menuiserie. Célibataire. 24 ans.
- Constance d’Orval, de son vrai nom Ropiquet, rentière
- Louise Mazzone, dite Lulu, fille publique
- Gène, protecteur de Lulu
- Le commissaire Battisti.

## Éditions
- Édition originale : Gallimard, 1941
- Tout Simenon, tome 22, Omnibus, 2003  (ISBN 978-2-258-06107-1)
- Romans durs, tome 4, Omnibus, 2012  (ISBN 978-2-258-09358-4)
- Folio Policier, n° 712, 2013  (ISBN 978-2-07-030448-6)
- Romans durs, tome 4, Omnibus, 2023  (ISBN 978-2-258-20261-0)

## Adaptations
- 1987 : Cour d'assises, épisode 2 de la série télévisée française L'Heure Simenon, adaptation signée Jean-Charles Tacchella, avec Xavier Deluc (Petit Louis), Catherine Frot (Louise), Anouk Ferjac (Constance), Alain Doutey (linspecteur Lenoir), Sophie Carle (Niuta), Jacques Serres (Eugène), Lucien Barjon (Charles Papin) et Ginette Garcin (la voisine).

## Source
- Maurice Piron, Michel Lemoine, L'Univers de Simenon, guide des romans et nouvelles (1931-1972) de Georges Simenon, Presses de la Cité, 1983, p. 94-95  (ISBN 978-2-258-01152-6)